# はいっチーズ!
『はいっチーズ!』とは、1998年4月13日から同年8月31日まで仙台放送で放送されていた宮城県ローカルの子供向け情報バラエティ番組・教養番組である。放送時間は、毎週月曜19:00 - 19:56 (JST) 。

## 概要
当時の仙台放送の宣伝資料によれば、“夢とチャレンジ、そして発見”、“ファミリー情報バラエティー”と記されている。司会の渡辺徹と佐藤康恵に加え、宮城県内の小学生10人で構成された「ウッピーズ」が素朴なナゼを追いかけたり、地域のおもしろ情報にもスポットを当てた。
第10回からは沖縄アクターズスクール所属のアイドルユニット「B.B.WAVES」のドキュメンタリーを不定期に放送した。

## 出演者

### 総合司会
- 渡辺徹
- 佐藤康恵

### コーナー司会
- 柳沢剛（仙台放送アナウンサー）
- 長田麻衣子（当時仙台放送アナウンサー）
- 林佳緒里（当時仙台放送アナウンサー）

### ウッピーズ
- 櫻井綾
- 岩城あさみ
- 太田有紗
- 八木貴大
- 杉山奈津美
- 庄子あゆみ
- 内海武佐志
- 本郷奏多
- 高橋将太
- 谷津ちひろ

## テーマ曲
- 「かえるのみどりちゃん」増田裕子（現：ケロポンズ）

## 備考・エピソード
- 第10回（6月15日）・第13回（7月13日）・最終回（8月31日）では生放送スペシャルを行った。第13回ではザ・モール仙台長町からの初の公開生中継を実施した。
- 最終回の台本の頭には「終わりよければ すべてよし」と書かれていた。
- 6月29日の放送は、サッカーワールドカップ日本代表選手帰国の特番が放送されたために休止になった。
- 総合司会の渡辺はその後、2009年10月から2011年2月まで仙台放送制作東北7局ブロックネット番組『情熱エンジン』でナビゲーターを担当した。

| 仙台放送 月曜19時台                  | 仙台放送 月曜19時台 | 仙台放送 月曜19時台 |
| 前番組                               | 番組名              | 次番組              |
| ------------------------------------ | ------------------- | ------------------- |
| ときめき2泊3日 （日曜12:00枠へ移行） | はいっチーズ!       | ときめき2泊3日      |